# Национален институт за помирение и арбитраж
Националният институт за помирение и арбитраж (НИПА) е юридическо лице към министъра на труда и социалната политика, второстепенен разпоредител с бюджетни кредити и с ранг на изпълнителна агенция.
Създаден е с измененията и допълненията на Закона за уреждане на колективните трудови спорове от 2001 година. Седалището на НИПА е в София.
Националният институт за помирение и арбитраж е изграден на трипартитен принцип. Ръководни органи на института са Надзорен съвет и директор. В Надзорния съвет участват по двама представители на държавата, на представителните организации на работодателите, и на работниците и служителите.